# Пингельсхаген
Пингельсхаген (нем. Pingelshagen) — община в Германии, в земле Мекленбург-Передняя Померания.
Входит в состав района Северо-Западный Мекленбург. Подчиняется управлению Лютцов-Любсторф. Население составляет 527 человек (на 31 декабря 2010 года). Занимает площадь 2,07 км².